# Ленґайни
Ленґайни (пол. Łęgajny, нім. Lengainen) — село в Польщі, у гміні Барчево Ольштинського повіту Вармінсько-Мазурського воєводства.
Населення — 1291 особа (2011).
У 1975-1998 роках село належало до Ольштинського воєводства.

## Демографія
Демографічна структура станом на 31 березня 2011 року:
|          | Загалом | Допрацездатний вік | Працездатний вік | Постпрацездатний вік |
| -------- | ------- | ------------------ | ---------------- | -------------------- |
| Чоловіки | 648     | 161                | 455              | 32                   |
| Жінки    | 643     | 133                | 434              | 76                   |
| Разом    | 1291    | 294                | 889              | 108                  |